# Kostel svatého Františka z Assisi (Šumburk nad Desnou)
Kostel svatého Františka z Assisi (Serafinského) v Šumburku nad Desnou je pseudogotickou sakrální stavbou. Je chráněnou kulturní památkou a dominantou města Tanvald.

## Historie
Základní kámen kostela byl položen 3. prosince 1898. Stavba byla vysvěcena 15. srpna 1901, nicméně práce vedené místním stavitelem Karlem Pekárkem pokračovaly až do roku 1903. Původně měl kostel poněkud netradiční název Jubilejní kostel císaře Františka Josefa I. Základní kámen kostela, který obsahuje zaletovanou schránku se zakládací listinou, stavební plány a korespondencí vztahující se ke stavbě, byl totiž položen v roce 50. výročí jeho nástupu na trůn. Od roku 1918 je označován jako kostel sv. Františka z Assisi nebo také sv. Františka Serafinského.
Duchovní správci kostela jsou uvedeni na stránce: Římskokatolická farnost Šumburk nad Desnou.

## Architektura
Kostel je obdélný, jednolodní. Má obdélný, polygonálně ukončený presbytář a severozápadní věž. Presbytář má křížovou žebrovou klenbu.

## Vybavení
Zařízení kostela je novodobé a historizující. Zvony z věže byly v období druhé světové války konfiskovány. V roce 1993 získal kostel dva nové zvony.